# Чубаровский Ункор
Чубаровский Ункор — деревня в Пителинском районе Рязанской области. Входит в Нестеровское сельское поселение.

## География
Находится в северо-восточной части Рязанской области на расстоянии приблизительно 20 км на запад-юго-запад по прямой от районного центра поселка Пителино.

## История
На карте 1862 года деревня уже была отмечена (как Чуваровский Ункор). Она была основана выходцами из села Чубарово Сасовского района.

## Население
Численность населения: 246 человек (1914 год), 24 в 2002 году (русские 100 %), 7 в 2010.